# Santiago Vidaurri
José Santiago Vidaurri y Valdés (Lampazos, Nuevo Reino de León, Nueva España 24 de julio de 1809-Ciudad de México, 8 de julio de 1867) fue un militar y político mexicano, que ocupó los cargos de presidente del Consejo de Ministros del Segundo Imperio Mexicano, gobernador de los estados de Nuevo León y Coahuila, así como promotor de la frustrada República de la Sierra Madre. 
Tras el estallido de la Revolución de Ayutla contra el gobierno del general Santa Anna, Vidaurri proclamó el Plan Restaurador de la Libertad con la que secundó la Revolución en el Norte.
A pesar de haber prestado sus servicios a favor de los liberales, sus deseos de crear una nueva república en el norte de México le acarrearían varios y múltiples enfrentamientos con Benito Juárez, tanto durante la guerra de Reforma, como durante la intervención francesa, pasándose finalmente al bando imperial. Tras la caída del imperio de Maximiliano, Vidaurri fue fusilado después de haber sido capturado por tropas del general Porfirio Díaz.

## Origen
Nació en Villa de la Punta de Lampazos, Nuevo Reino de León, el 24 de julio de 1809, siendo el mayor de los cuatro hijos de Pedro José Vidaurri y de la Cruz, y de María Teodora Valdés y Solís. Su padre era medio-hermano de Francisco Vidaurri y Villaseñor, quien fuera gobernador de Coahuila y Texas, y uno de los fundadores de la República del Río Grande, siendo ambos hijos de los respectivos matrimonios de Francisco Viduarri y Vázquez-Borrego, perteneciente a una familia influyente familia tejana.

## Primeros años
La referencia más antigua de su estancia en Monterrey es una consignación en su contra hecha el 12 de enero de 1832 por el comandante principal del estado al alcalde primero de la ciudad. Al joven Vidaurri; de 24 años, se le acusó de haber cercenado de una cuchillada la mano izquierda al soldado de la Compañía de Lampazos Juan Olivares en una riña.
Hecho prisionero en la cárcel, Vidaurri figuró como escribano oficial, y más tarde ejercería ese mismo oficio en la Secretaría de Gobierno. Fue oficial mayor durante la primera gubernatura de Juan Nepomuceno de la Garza y Evia (1835-1837) y secretario de gobierno en tiempos de Joaquín García (1837-1839), de Manuel María de Llano (1844-1845) y de Jerónimo Cardona (1854-1855).

## Carrera militar
Como muchos otros neoleoneses, que eran habilitados para repeler los ataques de grupos indígenas, en 1840, Vidaurri fue nombrado capitán y comandante de una compañía que se encargaría de contener las ofensivas de los comanches y, en su caso, perseguirlos y reprimirlos.
Doce años después, el gobernador Agapito García Dávila designó a Vidaurri secretario por la entidad ante la junta que se celebró en Saltillo para coordinar las fuerzas de Tamaulipas, Coahuila, Zacatecas y Nuevo León en un plan de seguridad y defensa contra los ataques constantes de las tribus nómadas y filibusteros norteamericanos.

### Revolución de Ayutla
Durante la Revolución de Ayutla, Vidaurri sostuvo varias juntas secretas con Antonio Rosales y otros liberales. En 1855, dejó la secretaría de gobierno y salió de la ciudad rumbo a Lampazos, en donde proclamó el Plan Restaurador de la Libertad. Con esa bandera se dirigió a Monterrey y el 23 de mayo, una vez apoderado de la capital neoleonesa, se declaró gobernador y comandante general del Estado. Su nombramiento fue secundado por Ignacio Zaragoza en Ciudad Victoria, y por José Silvestre Aramberri y Mariano Escobedo en el sur de Nuevo León.
Vidaurri movilizó sus tropas hacia Matamoros a fin de combatir al general Adrián Woll; al servicio de Santa Anna, pero; sin llegar a aquel puerto, se volvió a Saltillo para combatir a Francisco Güitián. Obtenida el 23 de julio una victoria sobre este jefe centralista y destacando sobre el interior del país a Juan Zuazua, Vidaurri volvió a Monterrey.

### Candidato a la presidencia
El 5 de octubre de 1855 se hizo una convocatoria en Cuernavaca, Morelos, para elegir al presidente provisional, siendo los candidatos Juan Álvarez, Santiago Vidaurri, Melchor Ocampo e Ignacio Comonfort. La victoria fue para Álvarez, con 16 votos, Comonfort y Ocampo empataron con tres votos, mientras que Vidaurri solo obtuvo un voto.

### Anexión de los estados de Nuevo León y Coahuila
Ocupó la primera magistratura de Nuevo León entre 1855 y 1864; a lo largo de estos nueve años solo en dos ocasiones abandonó la gubernatura durante unos meses debido a conflictos con la federación y a pugnas interregionales.
En 1855 Santiago Vidaurri proclama el Plan de Monterrey. Declarando la "República de la Sierra Madre", anexando Coahuila y Tamaulipas. Zuazua es designado comandante en jefe del ejército. 
En virtud de los éxitos que había alcanzado en la lucha contra la dictadura de Santa Anna, el 19 de febrero de 1856 a través de un decreto y por su cuenta, Vidaurri declaró la anexión de Coahuila al estado de Nuevo León. Por este motivo tuvo sus primeros distanciamientos con el gobierno federal. El presidente Ignacio Comonfort ordenó a Vidaurri renunciar, pero después de un breve conflicto armado se llegó a un acuerdo en donde Vidaurri se comprometía a realizar un plebiscito para la aprobación de la unión en un solo estado de Coahuila y Nuevo León y respetar el resultado.
El plebiscito fue favorable a Vidaurri, por ello, la Constitución de 5 de febrero de 1857 reconoció formalmente al estado de Nuevo León y Coahuila y que, con fundamento en ésta, se redactó la Constitución del Estado libre y soberano de Nuevo León y Coahuila sancionada el 14 de octubre de 1857. La constitución federal de 1857 fue rechazada por el clero y el Partido Conservador; vacilante, Comonfort desconoció la constitución y dio un golpe de Estado.

### Guerra de Reforma

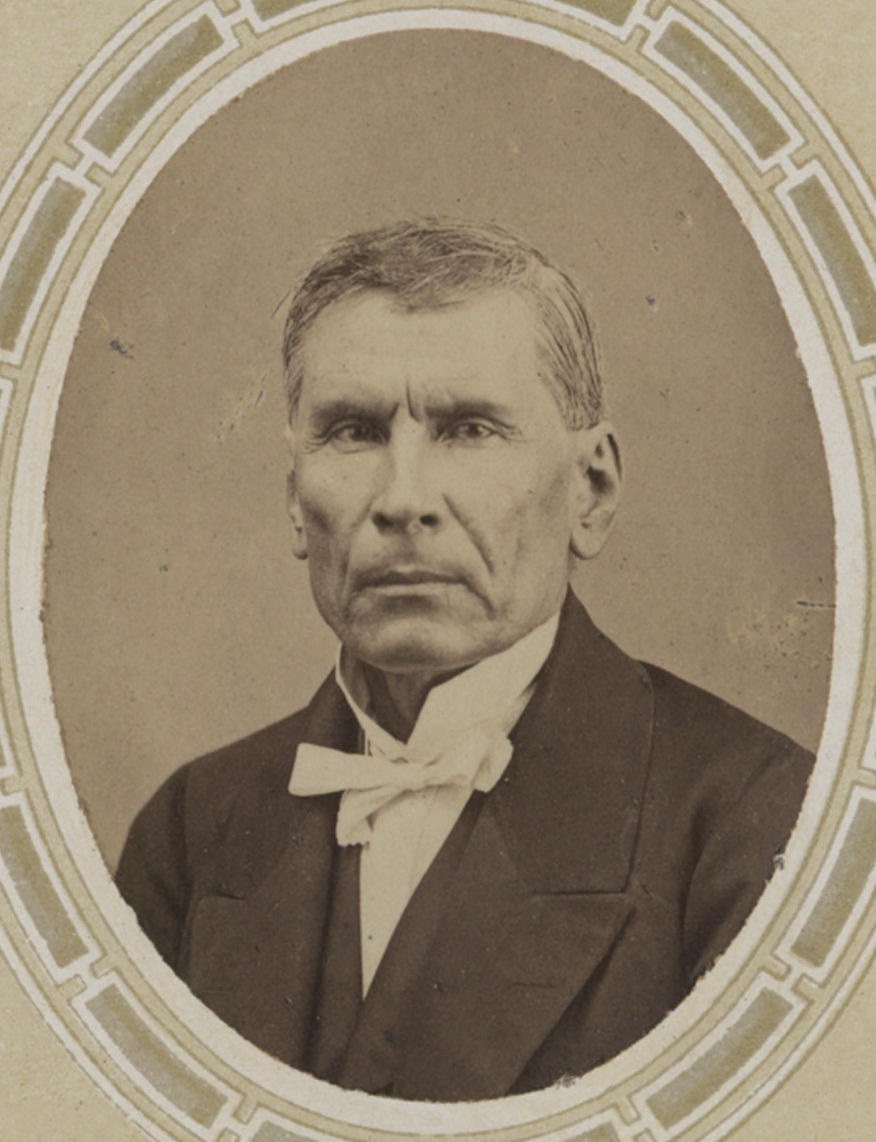
Retrato de Santiago Vidaurri en 1867

Durante el periodo inicial de la Guerra de Reforma destacó el desempeño de Vidaurri como caudillo del Ejército del Norte: obtuvo una serie de importancia vital para la causa liberal, hasta que Miramón logró derrotar a sus tropas en Ahualulco. Santiago Vidaurri se retiró entonces a la ciudad de Monterrey, donde continuó gobernando la entidad, y dejó el mando del Ejército del Norte al general Juan Zuazua, su brazo armado.
Hacia septiembre de 1859, habiendo emprendido de nueva cuenta la campaña hacia el sur y tras apoderarse de la plaza de San Luis Potosí, Zuazua se puso a las órdenes de los altos mandos de las fuerzas constitucionales para incorporarse a la lucha que se escenificaba en el centro del país. Ello disgustó enormemente a Vidaurri, quien temía quedar desarmado, y dispuso que Zuazua regresara a Nuevo León. Mariano Escobedo e Ignacio Zaragoza desconocieron entonces a Vidaurri y, por órdenes del ministro de Guerra Santos Degollado, marcharon hacia Monterrey para destituir al gobernador. Fue así que el general José Silvestre Aramberri asumió el mando político y militar del Estado; luego gobernó el licenciado Domingo Martínez, aunque durante muy pocos meses porque para abril de 1860 Vidaurri había sido elegido nuevamente gobernador de Nuevo León.

## Administración
Durante sus distintos mandatos, Nuevo León vivió un gran desarrollo industrial: se estableció la fábrica de hilados y tejidos La Fama; se incrementó el comercio; hubo abundancia de oro circulando en moneda; aumentaron las fuentes de ingresos; se trazó la alameda de Monterrey; se creó la Plaza de la Llave; se erigió el Mercado Colón; se establecieron algunos jardines públicos, y se edificó el Teatro del Progreso. Una transformación impresionante para la época.

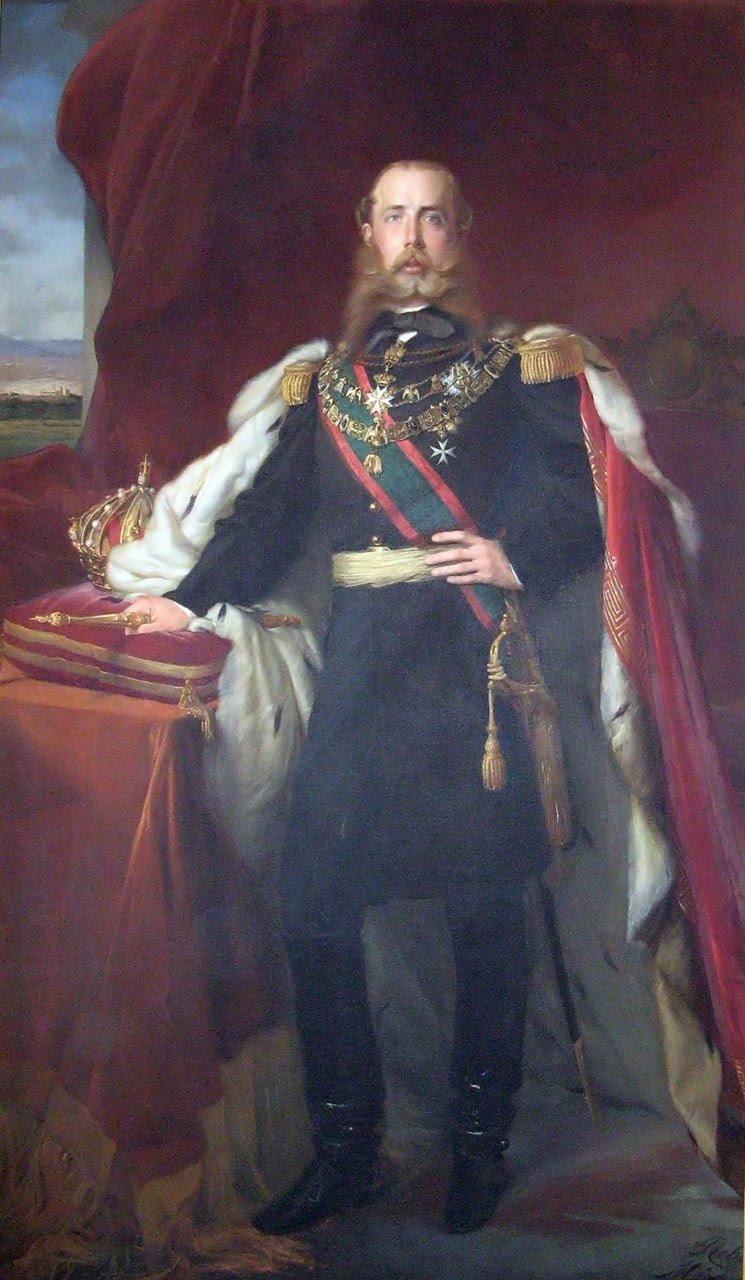
Maximiliano de Habsburgo como emperador de México, pintado por Franz Xaver Winterhalter

## Intervención francesa

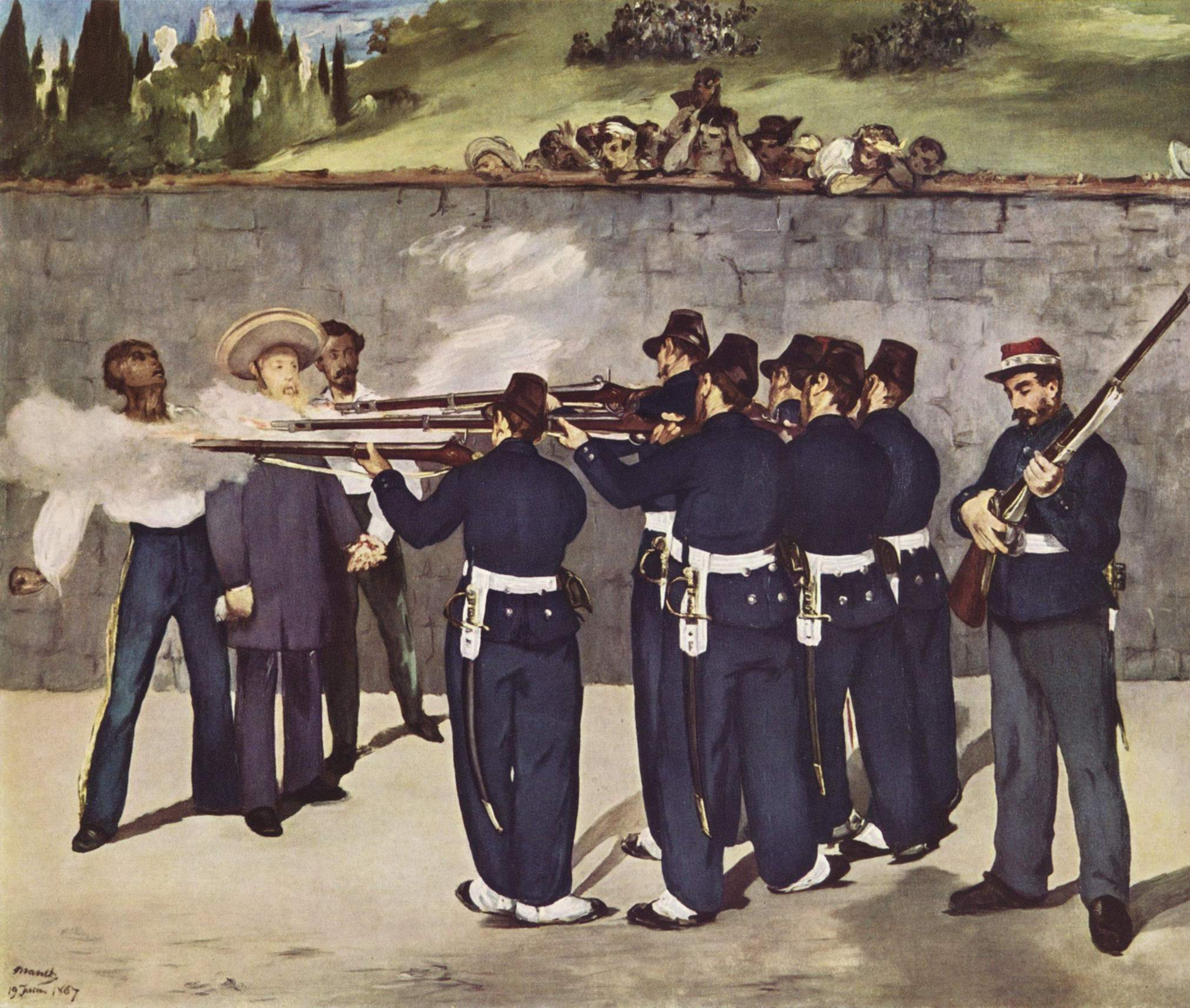
La Ejecución del Emperador Maximiliano pintada por Édouard Manet.

Reelegido para un nuevo periodo constitucional en febrero de 1863, Santiago Vidaurri gobernó Nuevo León casi con absoluta independencia del centro.
En la huida hacia el norte del gobierno de Benito Juárez, perseguido por los conservadores e imperiales, la Presidencia de la República se instaló en San Luis Potosí. La carencia de recursos era enorme, el ejército, convertido en una serie de grupos más guerrilla que fuerza regular, bajo presión en todos los frentes.
Juárez solicitó a Vidaurri que apoyara a la Federación con el dinero de las aduanas de Nuevo León y Coahuila, que el gobernador había estado reteniendo. Vidaurri se opuso argumentando que eso “le traería la ruina al estado” y de pasada le indicó a Benito Juárez que el Dinero de Nuevo León, se requería para la defensa contra las bandas de apaches y comanches que asolaban a la nación neolonesa.
Mientras por todas partes de la República se hacían esfuerzos para sostener la guerra, sólo el gobierno del General Vidaurri no tenía un solo hombre en la campaña, ni hacía un solo preparativo para ayudar en ella, procurando conservar su posición de indiferencia y de una especie de neutralidad antipatriótica, enmedio del conflicto nacional.
Juárez, obligado a seguirse replegando, llegó a Saltillo y finalmente se reunió con Vidaurri en Monterrey el 12 de febrero de 1864. Guillermo Prieto narra en Lecciones de Historia Patria el encontronazo. Juárez había llegado acompañado de su gabinete y Vidaurri se presentó con una muchedumbre:

La entrevista fue fría y llena de majestad por parte de Juárez. Un hijo de Vidaurri (Indalecio), sacando su pistola, rompió toda contestación y declaró el motín. Lerdo quién había previsto el desenlace y tenía listo el carruaje: con suma precipitación subieron a él, él mismo Lerdo, Juárez, Iglesias, Suárez y Navarro (...) Entonces se desencadenó el populacho y siguió al carruaje, haciendo disparos. El coronel Guiccione, con unos cuantos hombres y haciendo prodigios de valor, detuvo a la multitud enfurecida.

Según algunos liberales, el atentado contra el presidente Juárez fue celebrado por Vidaurri y sus amigos con repique de campanas, salvas de artillería y otras demostraciones de burlas y regocijo. Y como para que no quedara duda del camino que había tomado, el gobernador dio a la publicidad una carta circular en la que insultaba al gobierno y a la camarilla que pretendía introducir la desmoralización en todo el estado; al mismo tiempo prevenía a las autoridades de la entidad, «que no obedeciesen al gobierno de Juárez, se aprehendiese a sus agentes y se desconociese esa autoridad». Pedro Hinojosa, héroe del Sitio de Puebla, secundó a los traidores con la tropa a su mando por lo que el presidente tuvo que retroceder a Saltillo.
Juárez respondió movilizando a las tropas de Francisco Naranjo, José María Patoni y Mariano Escobedo (sumando más de 5000 hombres) hacia Monterrey. No podía permitirse en plena ofensiva de los imperiales un flanco abierto. Tras estos hechos, el gobierno de la República desconoció su administración y Vidaurri, en su afán por conservar el poder, entabló una cruenta batalla contra las tropas juaristas, las cuales terminaron por derrotarlo. El secretario de Vidaurri, Manuel C. Rejón fue capturado y fusilado. El 2 de abril de 1864 Juaréz regreso triunfante a Monterrey.
Huyendo y refugiado en Texas, Santiago Vidaurri regresó a Nuevo León una vez que Monterrey fue ocupada por los franceses y se sometió al Imperio; reconoció a Maximiliano como emperador de México y se comprometió a serle fiel, dándole la espalda al gobierno al que había jurado lealtad y obediencia. Durante este periodo fue designado consejero imperial y llegó a ser ministro de Hacienda.

## Captura y muerte
Vidaurri ofreció sus servicios a las fuerzas invasoras francesas en septiembre de 1864. Se desplazó a la región central de México. Cuando el monarca francés Napoleón III colapsó y el emperador Maximiliano fue capturado, Vidaurri huyó a la Ciudad de México. Otros mexicanos sostienen que el régimen francés pagó con sus vidas de personajes prominentes, como el expresidente y general Miguel Miramón y Tomás Mejía, los dos mejores generales de Maximiliano siendo ejecutados con el emperador en el Cerro de las Campanas en Querétaro. Manuel Lozada el caudillo regional de Tepic, en el noroeste de México había también apoyado a los franceses "haciendo alianzas con ellos para que reconocieran su poder". Sobrevivió la derrota francesa y apoyó su alianza con Juárez durante la restauración de la República (1867-1876). Pero el sucesor de Juárez, Sebastián Lerdo de Tejada, envío tropas para aplastar a Lozada, quién fue capturado y posteriormente ejecutado.
Al triunfo de la República, Vidaurri se encontraba escondido en la Ciudad de México. Ahí, Porfirio Díaz dio un plazo para que se entregaran y fueran juzgados quienes habían servido al Imperio; de lo contrario, serían pasados por las armas. Vidaurri no acató tal orden, siendo arrestado por un escuadrón "y ejecutado sin un juicio como traidor a la Patria y a la nación mexicana" y fusilado de espaldas, el 8 de julio de 1867 en la plaza de Santo Domingo. Sus últimas palabras fueron: «Deseo que mi sangre sea la última derramada y que México sea feliz». Sus restos fueron trasladados a Candela, Coahuila y descansan en una capilla privada en el rancho de la meseta de Mesa de Cartujanos ubicada a un lado de Lampazos de Naranjo, Nuevo León. Vidaurri frecuentemente está fuera de la historia de México por el apoyo que dio al Segundo Imperio Mexicano, aunque fue una figura importante en su estado natal de Nuevo León. En el año 2007 se erigió una estatua en Lampazos, donde nació, lo cual originó controversias.

## Legado familiar
Casó el 3 de julio de 1831, en Lampazos, con su prima lejana Juana María Vidaurri y Vázquez-Borrego, hija de José María Vidaurri y Vázquez-Borrego (hermano de su bisabuelo, José Fernando Vidaurri y Vázquez-Borrego), y de su esposa y prima-hermana Josefa Vázquez-Borrego y Sánchez de Uribe (nieta materna del capitán Tomás Sánchez de la Barrera, fundador de la ciudad de Laredo). Además, Tomás Sánchez de la Barrera fue el tatarabuelo (por vía paterna) de Vidaurri (y el bisabuelo, por vía materna, de Juana María Vidaurri y Vázquez-Borrego).
Santiago Vidaurri y Juana María Vidaurri y Vázquez-Borrego fueron padres de:
- Indalecio Vidaurri y Vidaurri
- Pudenciana Vidaurri y Vidaurri. Casó en Monterrey, el 23 de abril de 1857, con el irlandés Patrick Milmo O'Dowd, fundador del Milmo National Bank y de la Compañía Minera Fundidora y Afinadora de Monterrey.[4]  Fueron padres de:
  - Sara Milmo y Vidaurri. Casó con Eugene Kelly, cofundador de la Compañía Minera Nueva Unión y Concordia.[4]
  - Pudenciana Milmo y Vidaurri. Casó con el príncipe Albrecht Stanislaw Radziwill.
  - Patricio Milmo y Vidaurri. Casó con Laura Hickman Morales (abuelos de Emilio Azcárraga Milmo, CEO de Grupo Televisa y de José Milmo Garza, director de Casa Madero).
- María del Carmen Vidaurri y Vidaurri
- María Daría Vidaurri y Vidaurri